# 倫珀斯貝格山
47°39′08″N 11°55′31″E / 47.65231°N 11.92538°E

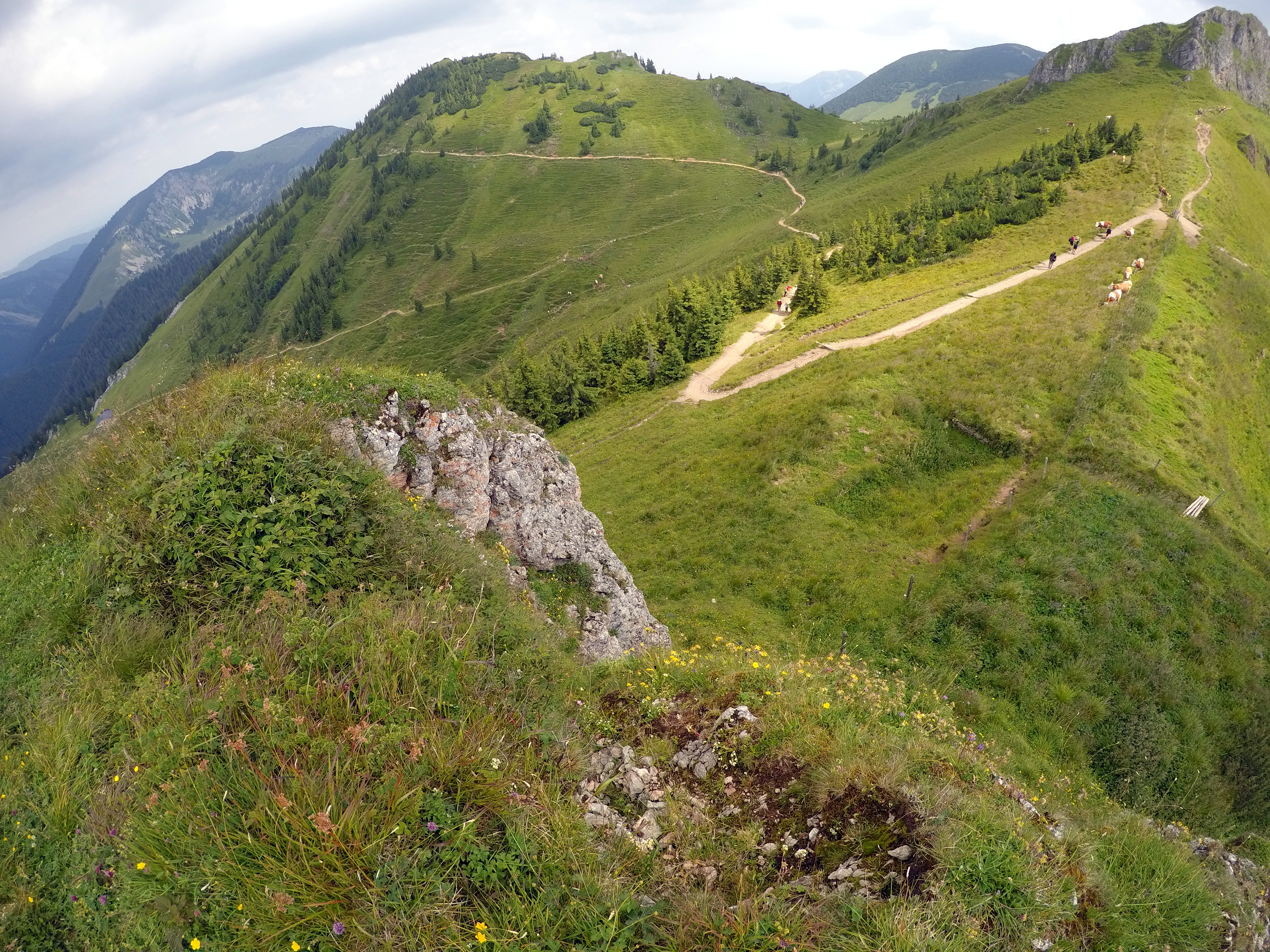

倫珀斯貝格山（德語：Lämpersberg），是德國的山峰，位於該國東南部，由巴伐利亞負責管轄，屬於巴伐利亞前阿爾卑斯山脈的一部分，距離羅特萬德山0.4公里，海拔高度1,817米。